# 約束の日 (アルバム)
『約束の日』（やくそくのひ）は、日本のシンガーソングライターである尾崎豊の2作目のライブ・アルバム。英題は『THE DAY 1991.10.30 LIVE AT YOYOGI OLYMPIC POOL』。
1993年5月10日にソニー・ミュージックレコーズから『約束の日 Vol.1』および『約束の日 Vol.2』が個別にリリースされた。『LAST TEENAGE APPEARANCE』（1987年）以来およそ6年振りとなるライブ・アルバムであり、プロデュースには尾崎の名前がクレジットされ、須藤晃がコ・プロデューサーを担当している。
1991年に開催されたコンサートツアー「TOUR 1991 BIRTH」の中からツアーファイナルであり、生前最後のコンサートとなった10月30日の代々木オリンピックプール公演の模様を収録、当日演奏された全21曲の中から13曲が収録された。デビューアルバム『十七歳の地図』（1983年）から『誕生』（1990年）までの生前にリリースされたアルバムから幅広く選曲されているが、4枚目のアルバム『街路樹』（1988年）の収録曲は演奏されなかったため1曲も収録されていない。
オリコンアルバムチャートでは『Vol.1』が最高位第1位、『Vol.2』が最高位第2位を獲得した。2015年にゆずのライブ・アルバムによって更新されるまで、同一アーティストによるライブ・アルバムでの第1位および第2位獲得という記録が22年間保持されていた。また、本作の売り上げ枚数は『Vol.1』および『Vol.2』共に40万枚を超え、日本レコード協会からプラチナ認定を受けている。

## 背景
尾崎のコンサートツアーは1987年に開催された「TREES LINING A STREET TOUR」が体調不良により中断されて以降行われておらず、覚醒剤取締法違反による逮捕や所属レコード会社であるマザーアンドチルドレンとの確執などがあり、1988年9月12日に一夜限りの復活コンサートとなった東京ドーム公演「LIVE CORE」以降は事務所との契約問題により一切音楽活動が行われなかった。その後レコード会社を古巣のCBS・ソニーに再移籍し5枚目のオリジナル・アルバム『誕生』（1990年）をリリースして音楽活動を再開するも、リリース直後に新たな所属事務所となったロード＆スカイを退所し個人事務所であるアイソトープを設立、自らが社長に就任し新たなスタートを切ることとなった。その後紆余曲折あったものの、同作を受けた「TOUR 1991 BIRTH」を全国37都市全48公演に及び実施、大規模なコンサートツアーを約4年ぶりに実現することとなった。さらに追加公演となる「TOUR 1991 BIRTH ARENA TOUR 約束の日 THE DAY」が3都市全8公演行われ、10月24日、25日、29日、30日には6年ぶりに代々木オリンピックプール第一体育館での公演を実施する。
尾崎のコンサートは過去に延期や中断などが発生していたためイベンターから敬遠されており、中止やキャンセルが許されないことから尾崎はツアー先のホテルでは必ずスポーツクラブとサウナがあるホテルを選定、結果として同ツアーは1本もキャンセルされる事なく完遂される事となった。しかし、同ツアーを巡っては様々なトラブルが発生しており、当時文芸・音楽誌『月刊カドカワ』編集長であった見城徹がツアー途中で仕事のために東京に帰還したことに尾崎が激怒し決別、またコンサート終了後の打ち上げにおいてはギターを叩き割る行為やイスを投げる行為などを行い、バックバンドのメンバーやスタッフは誰もが早く帰りたいと思うような事態となっていた。さらにステージを降りた後にはスタッフの些細な言動に腹を立てては言いがかりを付けるようになり、ツアーが終了する事には事務所スタッフは総入れ替えとなっていた。
1992年1月からは新作アルバムのレコーディングを行っていたが、その最中に10代の頃の作品を手掛けたプロデューサーである須藤晃と決別し、プロデュースやアレンジなどほぼすべてを尾崎が一人で担当することになった6枚目のオリジナル・アルバム『放熱への証』が3月にレコーディングを終了した。しかし尾崎がアルバムジャケットの文字の色を変更したいと要請するも、締め切りに間に合わないと断ったアート・ディレクターである田島照久との間に確執が発生し、尾崎は田島とも決別することとなった。『放熱への証』は5月10日にリリース予定であったが、リリース直前の4月25日に東京都足立区千住河原町の民家の庭で泥酔状態で発見され、妻と兄と共に自宅マンションに帰宅するも突如危篤状態となり、救急車で日本医科大学の緊急病棟に収容される。蘇生措置がされるが午後0時6分に肺水腫による死亡が確認された（享年26）。4月30日には東京都文京区の護国寺で追悼式が行われ、3万7500人ものファンが詰め掛ける事となった。また、アルバムを受けたコンサートツアー「TOUR 1992 “放熱への証” Confession for Exist」は本人急死のため全公演中止となった。そのため、生前最後のコンサートは「TOUR 1991 BIRTH ARENA TOUR 約束の日 THE DAY」における10月30日の代々木オリンピックプール第一体育館公演となった。

## 録音
本作は1991年5月20日の横浜アリーナ公演から9月28日の長野市民会館まで開催されたコンサートツアー「TOUR 1991 BIRTH」の追加公演として3会場でのみ実施された「TOUR 1991 BIRTH ARENA TOUR 約束の日 THE DAY」の内、最終日となった1991年10月30日の代々木オリンピックプール第一体育館公演における演奏が収録されている。会場の特性によりマイクが歓声を大きく収録できる環境であったため、観客の熱狂指数が強く感じられる録音状態となっている。
同ツアーでは開演前のSEとして、尾崎がニューヨーク滞在時にラジオ番組で頻繁に聴いていたハワード・ジョーンズの楽曲「悲しき願い」（1986年）が使用されている。SE終了後には「BIRTH」という言葉が低い声で連呼され公演が開始する演出となっており、また「悲しき願い」の原題「No One Is to Blame」の意味する「誰もせいでもない」という言葉を尾崎は「誕生」演奏前のMCにて「“誰のせいでもない”っていうことの答えを、これからみんなと一緒に捜していきたい」と述べ引用している。1曲目の「FIRE」ではイントロが長らく演奏された後に尾崎のカウントによって本格的な演奏がスタートし、その後「Driving All Night」「十七歳の地図」「Scrambling Rock'n'Roll」が続けて演奏された。5曲目では尾崎自身がアコースティック・ギターを抱えて「僕が僕であるために」を演奏、さらに「ロザーナ」「虹」「きっと忘れない」「COOKIE」とスローテンポまたはミドルテンポの楽曲が演奏され、10曲目には「卒業」が演奏された。「卒業」演奏前に尾崎はピアノにて学校のチャイムを模した演奏を行い、「君たちのこのチャイムはきっと一生心の中で鳴り続ける。そして、君たちの一つ一つの卒業がいつまでも祝福されるように心を込めてこの曲を送ります」とMCを行ってから演奏を開始。演奏終了後にはサイケデリック・ミュージックのようなイントロから「LOVE WAY」が演奏され、さらに「KISS」「RED SHOES STORY」が演奏された。「Freeze Moon」の演奏時にはステージ脇の鉄柱セットによじ登り「（自分は）傷ついた心を癒すロックンローラー」という内容を含む長いMCを行った。さらにその後「永遠の胸」「太陽の破片」「誕生」が演奏されて本編は終了となった。
本編終了後、1回目のアンコールとして「I LOVE YOU」「シェリー」を演奏、2回目のアンコールでは「いつまでも大切にしたいと思ってるこの曲を」というMCの後にアコースティック・ギターによる弾き語りで「15の夜」を演奏、さらに当日のみ3回目のアンコールとして「ダンスホール」を同じく弾き語りで演奏した。当日は全20曲が演奏予定であったが、予定外のハプニングとしてアンコールで3曲目が演奏されたため21曲となった。急遽1曲追加された背景は、アンコール終了後に舞台袖にいた須藤から「尾崎、もう1曲やりなよ」と言われ「ダンスホール」をリクエストされたためである。「ダンスホール」演奏後のMCにおいて尾崎は「どうもありがとう。また次のツアーで会いましょう」と述べており、公演終了後にも次回ツアーの事などに言及していたが、翌年急死したために同日が最後の公演となった。

## 構成、コンセプト
尾崎は「TOUR 1991 BIRTH」開始前のインタビューにおいて、東京ドーム公演の際に「またどこかで会おうね」とMCを行った事に対して、ツアー初日となる横浜アリーナ公演でやっと約束を実現できると述べていた。また、尾崎が同ツアーに対して掲げたスローガンは「路上に掲げた旗を見よ」であり、「お前はいったい何なんだ」という旗を尾崎は掲げていると述べ、また路上の旗とは自身の事でもありリスナーのことでもあると述べている。最終日となった代々木オリンピックプールに関して、尾崎が同会場のステージに立つのはコンサートツアー「LAST TEENAGE APPEARANCE」における1985年11月14日、15日の2日間連続公演以来6年振りとなり、尾崎は当日のMCにおいてファンとの約束を果たすために実施した公演であるとして以下のように述べている。
6年ぶりに、代々木のオリンピックプールに立つことができた。どうもありがとう。ステージを降りるときに、人生がいったい何なのかということ、自分で確かめて、もう一度、みんなに伝えたいって、そう言い残して、ステージを降りた。あのときの俺は、本当はステージにあがってる自分と、そして、見に来てくれているみんなとの距離が歌えば歌うほど、遠くなっていくような気がした。そして、原点へ戻ろうと思った、6年の間、ときには、みんなを裏切るようなことをしてしまった。とてもすまないと思っている。その代償に、俺の心もズタズタに引き裂かれた。そして、何故、6年ぶりにこのステージに立とうと思ったのか、立って何をしようかと、きっと、あの、3年の間、18歳でデビューして、代々木に立つまで、その間に失ってきた、ひとつひとつを取り戻したかったんだと思う。そして今日、いまこうして、みんなの前で歌ってる。時代は常に流れる、だが、変わっちゃいけないのは、音楽が持っている、そして人が心に持ち続けなくちゃいけない、人を愛する気持ちだと、俺は思っている。—尾崎豊, 
「誕生」演奏前のMCより
「TOUR 1991 BIRTH ARENA TOUR 約束の日 THE DAY」ではそれまでのセットリストから「黄昏ゆく街で」と「音のない部屋」が削除されるなど若干演奏曲が変更されており、最終日のみアンコールの最終曲として「ダンスホール」が演奏されたが本作には未収録となっている。「ダンスホール」の音源は先行シングルとしてリリースされた「15の夜 (ライブ)」のカップリングとして収録されている。当日演奏された21曲の中から『Vol.1』には7曲が収録されている。収録曲は『誕生』収録の「FIRE」、「COOKIE」以外はライブでの定番曲を中心に選曲されている。『Vol.2』には6曲が収録されており、収録曲は『誕生』収録の「永遠の胸」、「誕生」以外はライブでの定番曲を中心に選曲されている。また、シングルのみでリリースされていた「太陽の破片」がライブバージョンではあるがアルバム初収録となった。
尾崎は「約束の日」と題した短編小説をツアーパンフレットに掲載しており、その内容はニューヨーク滞在時の生活やドラッグ体験、帰国してからの所属事務所とのトラブルや裁判の様子、さらには自殺未遂を起こしたことなどが記載されており、発表当時に周囲からは問題作とされた。

## リリース、批評、チャート成績
| 専門評論家によるレビュー      | 専門評論家によるレビュー |
| レビュー・スコア              | レビュー・スコア         |
| 出典                          | 評価                     |
| ----------------------------- | ------------------------ |
| CDジャーナル                  | 肯定的                   |
| 音楽誌が書かないJポップ批評35 | 否定的                   |
| 尾崎豊 Forget Me Not          | 肯定的                   |

本作は1993年5月10日にソニー・ミュージックレコーズから『約束の日 Vol.1』および『約束の日 Vol.2』が個別にCDおよびMDにてリリースされた。CD盤の初回生産分は特典として紙製のBOX仕様となっていた。
本作の存在意義やサウンド面に対する批評家たちの評価は賛否両論となっており、音楽情報サイト『CDジャーナル』では、歓声が大きく収録されていることから観客の熱狂指数が高く感じられると指摘した上で、「それ故にカリスマ神話が一層輝きを増した」と肯定的に評価、また音楽誌『別冊宝島2559 尾崎豊 Forget Me Not』においてライターの安部薫は、当日の公演が東京ドームで行われた「LIVE CORE」よりも「復活を印象づけるに相応しい生気に溢れている」と評価した上で、「Driving All Night」に関しては「大阪球場公演を彷彿させるロックンロールとしての正しきエネルギーの放熱を窺うことができる」と述べ尾崎のフィジカル面の良さを含めて肯定的に評価した。一方で、音楽誌『別冊宝島1009 音楽誌が書かないJポップ批評35 尾崎豊 FOREVER YOUNG』においてライターの宮城正樹は、ライブビデオとして前年にほぼ同内容の『TOUR 1991 BIRTH』や同年に『約束の日 LAST APPEARANCE』がリリースされていることを指摘し、「ファンなら映像を見たいだろうし、どちらも買うと曲のダブリがあるし。必聴と言っていいものかどうか」と述べ否定的に評価している。
『Vol.1』はオリコンアルバムチャートにて最高位第1位の登場週数9回で売り上げ枚数は36.0万枚、『Vol.2』は最高位第2位の登場週数9回で売り上げ枚数は35.9万枚となった。同チャートにて同一アーティストのライブ・アルバムが第1位および第2位を独占するケースは稀であり、本作リリースから22年後となる2015年にゆずが『二人参客 2015.8.15〜緑の日〜』および『二人参客 2015.8.16〜黄色の日〜』において第1位第2位を独占するまで記録が保持され続けていた。それぞれの売り上げ枚数は尾崎のアルバム売上ランキングにおいて、『Vol.1』は第6位、『Vol.2』は第7位となっている。
2012年8月29日にはCD-BOX『LIVEBEAT BOX』に収録される形で再リリースされたが、CD1枚組となったために収録曲の内「Driving All Night」「十七歳の地図」「Scrambling Rock'n'Roll」「FREEZE MOON」「I LOVE YOU」の計5曲がカットされ、ボーナストラックとして「きっと忘れない」が追加収録されている。

## 収録曲
CDブックレットに記載されたクレジットを参照。
※CD裏ジャケットには演奏時間のみの曲分数が表記されているが、演奏前の歓声やMCを含めた実際のCD収録分数は異なるため括弧内に表記する。
| #         | タイトル                          | 作詞・作曲 | 時間          |
| --------- | --------------------------------- | ---------- | ------------- |
| 1.        | 「FIRE」                          | 尾崎豊     | 9:08 (12:59)  |
| 2.        | 「Driving All Night」             | 尾崎豊     | 6:05 (6:06)   |
| 3.        | 「十七歳の地図」(SEVENTEEN'S MAP) | 尾崎豊     | 5:06 (5:07)   |
| 4.        | 「Scrambling Rock'n'Roll」        | 尾崎豊     | 14:30 (15:26) |
| 5.        | 「僕が僕であるために」(MY SONG)   | 尾崎豊     | 4:46 (5:00)   |
| 6.        | 「COOKIE」                        | 尾崎豊     | 5:40 (10:12)  |
| 7.        | 「卒業」(GRADUATION)              | 尾崎豊     | 7:12 (8:18)   |
| 合計時間: | 合計時間:                         | 合計時間:  | 63:08         |

| #         | タイトル                        | 作詞・作曲 | 時間          |
| --------- | ------------------------------- | ---------- | ------------- |
| 1.        | 「Freeze Moon」                 | 尾崎豊     | 16:07 (18:20) |
| 2.        | 「永遠の胸」(ETERNAL HEART)     | 尾崎豊     | 8:24 (8:32)   |
| 3.        | 「太陽の破片」(TAIYOU NO HAHEN) | 尾崎豊     | 7:21 (7:37)   |
| 4.        | 「誕生」(BIRTH)                 | 尾崎豊     | 12:24 (17:46) |
| 5.        | 「I LOVE YOU」                  | 尾崎豊     | 4:31 (4:45)   |
| 6.        | 「15の夜」                      | 尾崎豊     | 6:07 (7:31)   |
| 合計時間: | 合計時間:                       | 合計時間:  | 64:30         |

## スタッフ・クレジット

### 参加ミュージシャン
CDブックレットに記載されたクレジットを参照。
THE BIRTH TOUR BAND
- 尾崎豊 – ボーカル、ギター、ピアノ
- 西本明 – キーボード
- 長田進 – ギター
- 鈴川真樹 – ギター
- 渡辺茂 – ベース
- 滝本季延 – ドラムス
- 里村美和 – パーカッション
- 関誠一郎 – サクソフォーン、キーボード
- 岩本章江 – コーラス
- 山根栄子 – コーラス

### スタッフ
CDブックレットに記載されたクレジットを参照。
- 尾崎豊 – プロデュース
- 須藤晃 – コ・プロデューサー
- 諸鍛治辰也 – レコーディング・エンジニア、ミックス・エンジニア
- 笠井鉄平 – マスタリング・エンジニア
- 中沢慎太郎 – アシスタント・ディレクター
- 徳永陽一 – アシスタント・エンジニア
- 田島照久（田島デザイン） – アート・ディレクション、デザイン、写真撮影
- アイソトープ – エグゼクティブ・プロデューサー

## チャート、認定
| チャート         | リリース年 | タイトル | 最高順位 | 登場週数 | 売上数   | 規格 | 出典  |
| ---------------- | ---------- | -------- | -------- | -------- | -------- | ---- | ----- |
| 日本（オリコン） | 1993年     | Vol.1    | 1位      | 9回      | 36.0万枚 | CD   | [ 3 ] |
| 日本（オリコン） | 1993年     | Vol.2    | 2位      | 9回      | 35.9万枚 | CD   | [ 3 ] |

| 国/地域 | 認定組織         | 日付      | タイトル | 認定     | 売上数   | 出典  |
| ------- | ---------------- | --------- | -------- | -------- | -------- | ----- |
| 日本    | 日本レコード協会 | 1993年5月 | Vol.1    | プラチナ | 400,000+ | [ 4 ] |
| 日本    | 日本レコード協会 | 1993年5月 | Vol.2    | プラチナ | 400,000+ | [ 4 ] |

## リリース日一覧
| No. | リリース日     | レーベル                       | 規格         | カタログ番号 | 備考                                         | 出典                 |
| --- | -------------- | ------------------------------ | ------------ | ------------ | -------------------------------------------- | -------------------- |
| 1   | 1993年5月10日  | ソニー・ミュージックレコーズ   | CD           | SRCL-2602    | 『Vol.1』、初回限定BOX仕様                   | [ 41 ] [ 18 ] [ 42 ] |
| 2   | 1993年5月10日  | ソニー・ミュージックレコーズ   | CD           | SRCL-2603    | 『Vol.2』、初回限定BOX仕様                   | [ 41 ] [ 43 ] [ 44 ] |
| 3   | 1993年5月10日  | ソニー・ミュージックレコーズ   | MD           | SRYL-7104    | 『Vol.1』                                    | [ 45 ]               |
| 4   | 1993年5月10日  | ソニー・ミュージックレコーズ   | MD           | SRYL-7105    | 『Vol.2』                                    | [ 46 ]               |
| 5   | 2012年8月29日  | ソニー・ミュージックレコーズ   | CD           | SRCL-8083    | CD-BOX『LIVEBEAT BOX』収録（完全生産限定盤） | [ 47 ] [ 48 ]        |
| 6   | 2012年11月7日  | ソニー・ミュージックレーベルズ | ロスレスFLAC | -            | 『Vol.1』、デジタル・ダウンロード            | [ 49 ]               |
| 7   | 2012年11月7日  | ソニー・ミュージックレーベルズ | ロスレスFLAC | -            | 『Vol.2』、デジタル・ダウンロード            | [ 50 ]               |
| 8   | 2012年12月20日 | ソニー・ミュージックレコーズ   | AAC-LC       | -            | 『Vol.1』、デジタル・ダウンロード            | [ 51 ]               |
| 9   | 2012年12月20日 | ソニー・ミュージックレコーズ   | AAC-LC       | -            | 『Vol.2』、デジタル・ダウンロード            | [ 52 ]               |